# Aleja 3 Maja w Krakowie
Aleja 3 Maja – aleja w Krakowie, stanowi granicę pomiędzy Półwsiem Zwierzynieckim i dzielnicą V Krowodrza a Czarną Wsią i dzielnicą VII Zwierzyniec. Ulica łączy aleję F. Focha  oraz Aleje Trzech Wieszczów z ulicą Piastowską, ma około 1,6 km długości.

## Historia
Dawna Droga do Woli Justowskiej została od 1850 do 1855 przebudowana i obsadzona drzewami przez wojsko austriackie. Przyczyną zaangażowania wojskowych był strategiczny charakter drogi, będącej dojazdem do istniejącego do 1934 fortu w Cichym Kąciku. Obecną nazwę ulica otrzymała w 1912 roku.

## Obiekty
Po stronie północnej alei znajduje się kilka budynków, po południowej Błonia.
- al. 3 Maja 1 – Gmach Główny Muzeum Narodowego
- al. 3 Maja 5 – Hotel Studencki „Żaczek” oraz SCK Rotunda
- al. 3 Maja 7 (ul. Oleandry 2) – Dom im. Józefa Piłsudskiego
- al. 3 Maja 11 (ul. W Reymonta 18) –- park Jordana
- al. 3 Maja 51 – AC Hotel by Marriott Krakow
- al. 3 Maja 55 – znajdował się tam zespół basenów KS Cracovia, pozostał budynek szatni oraz filtrów
- Pętla tramwajowa „Cichy Kącik”.
- Błonia

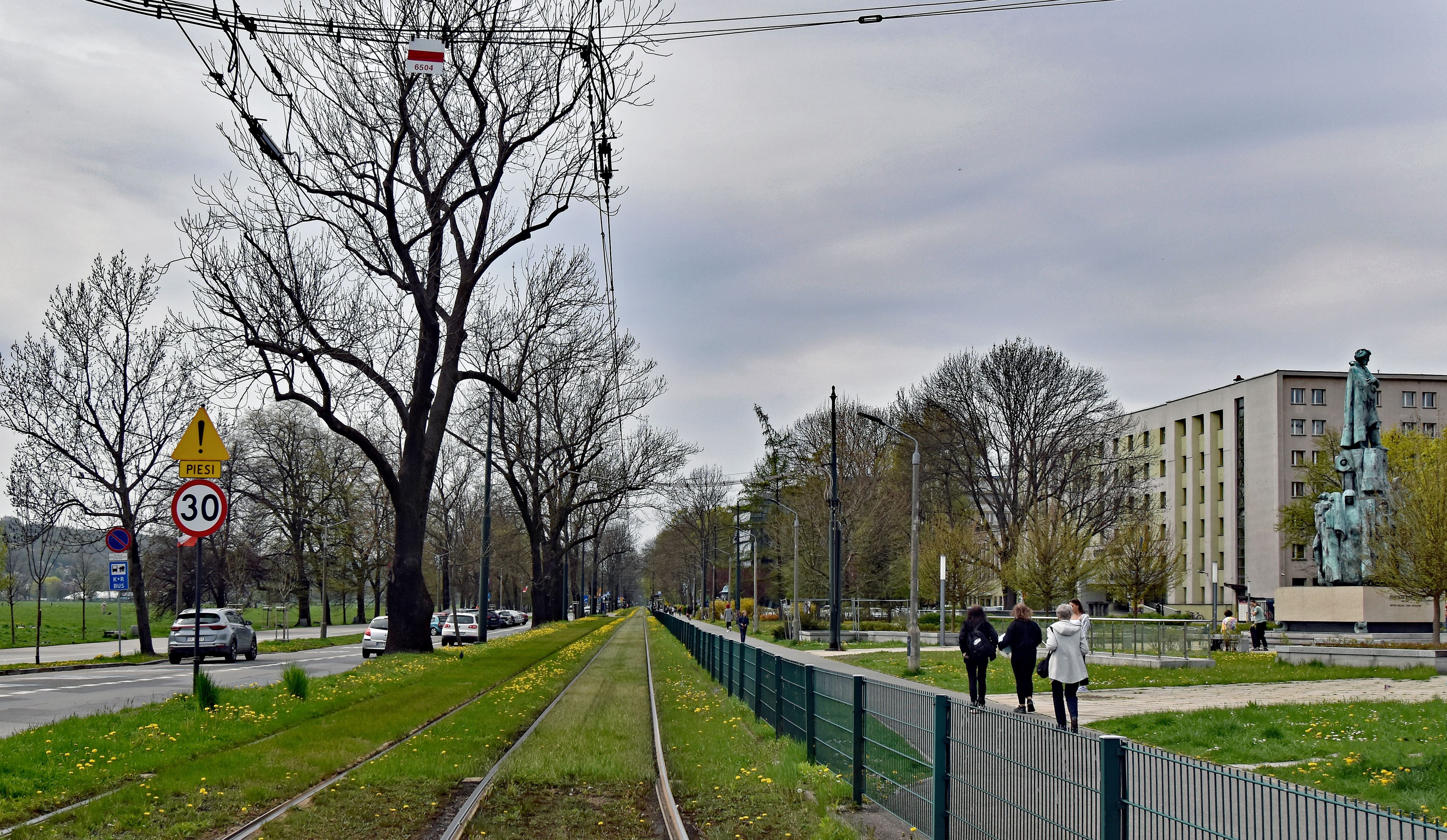
Ulica widziana ze wschodu (z al. Focha)
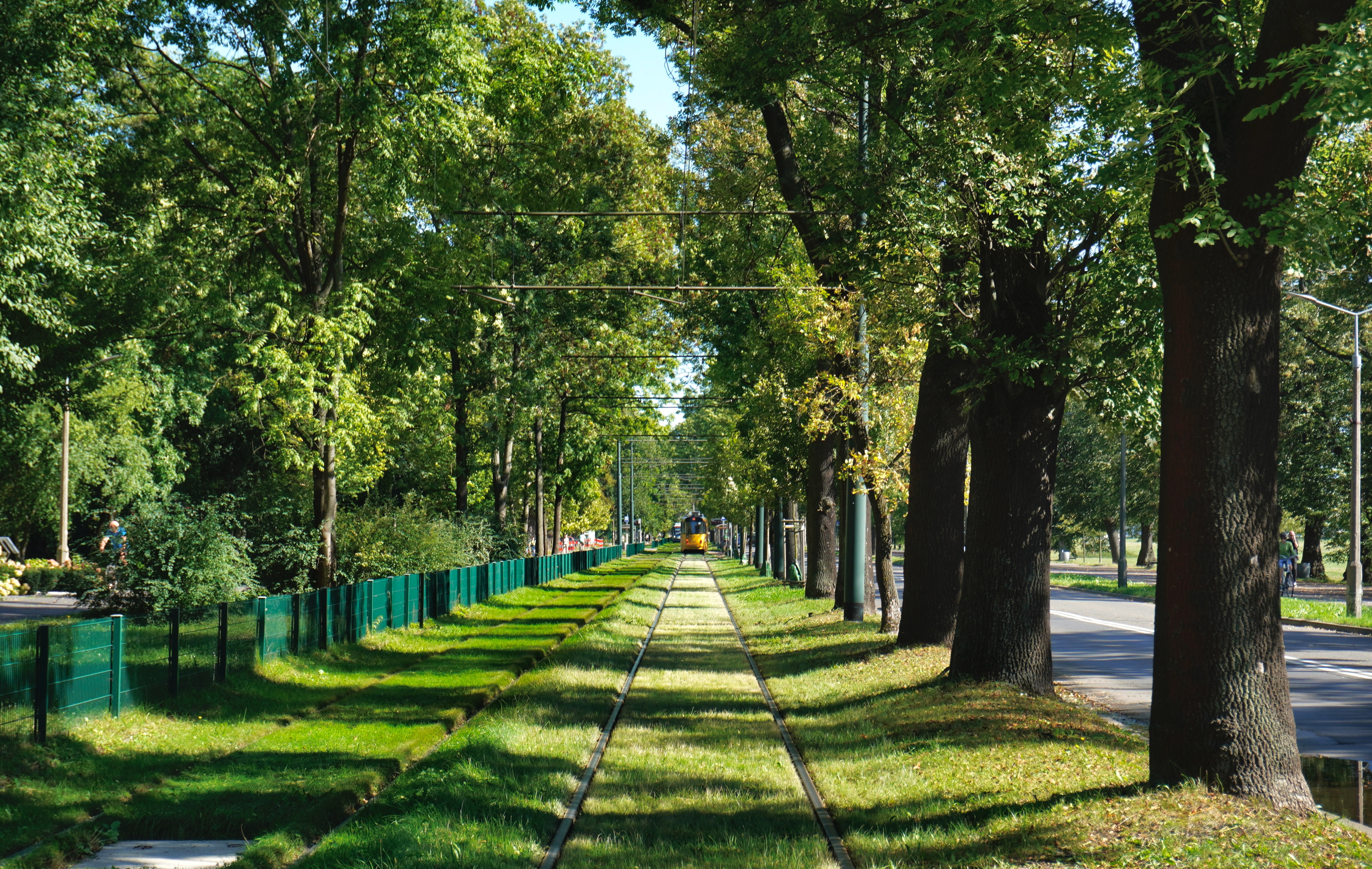
Widok na wschód, od pętli Cichy Kącik
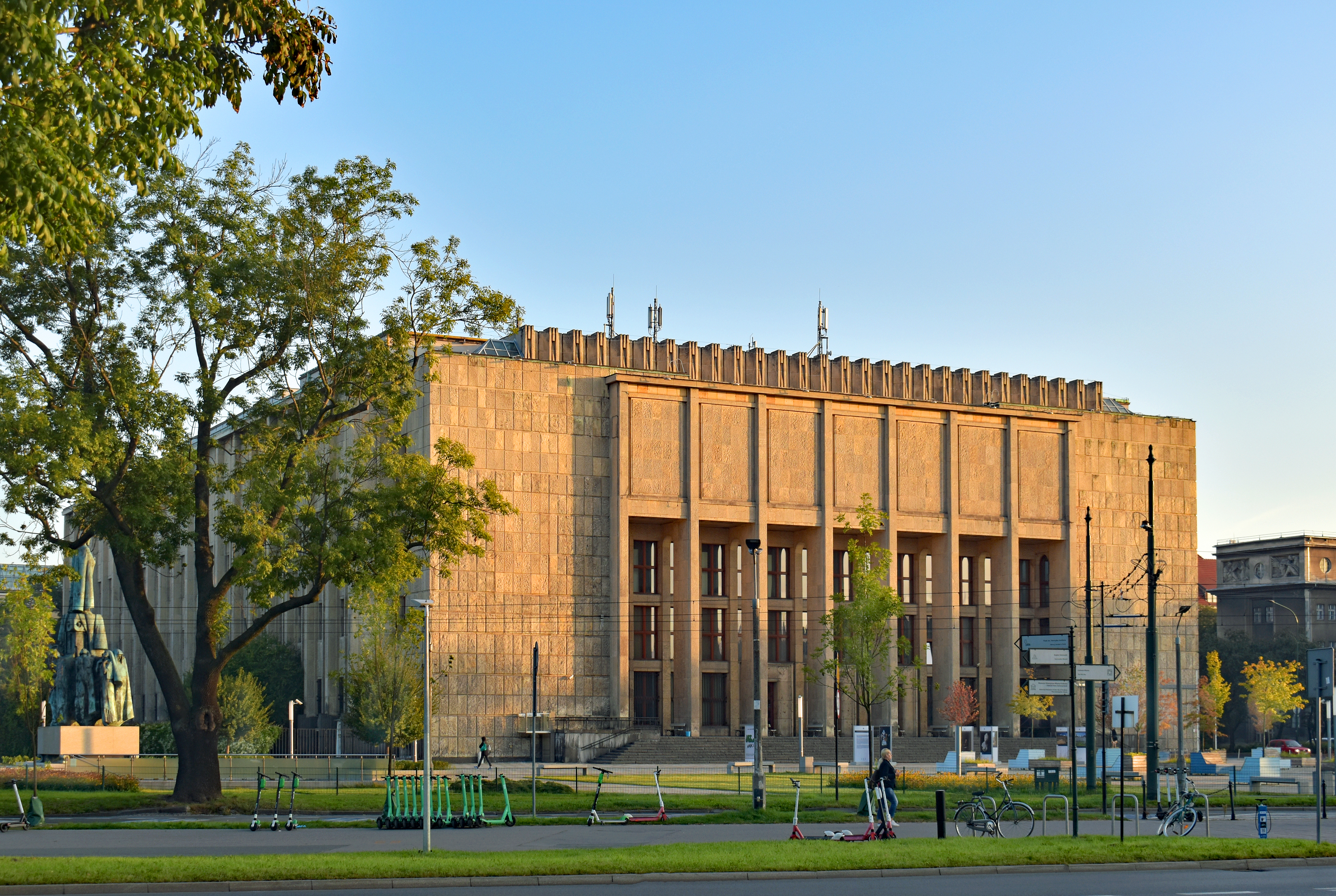
al. 3 Maja 1 Gmach Główny Muzeum Narodowego
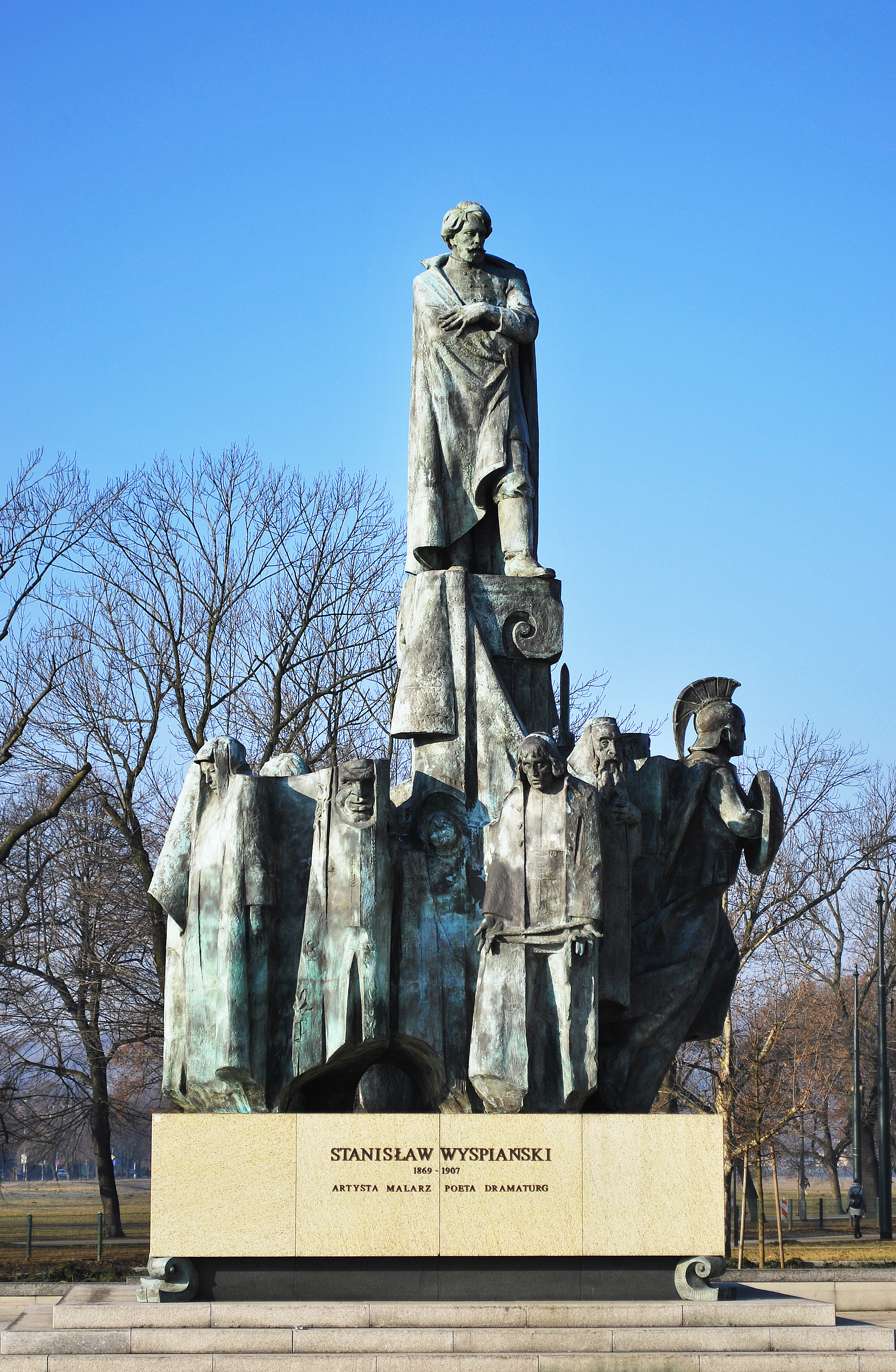
al. 3 Maja 1 Pomnik Stanisława Wyspiańskiego
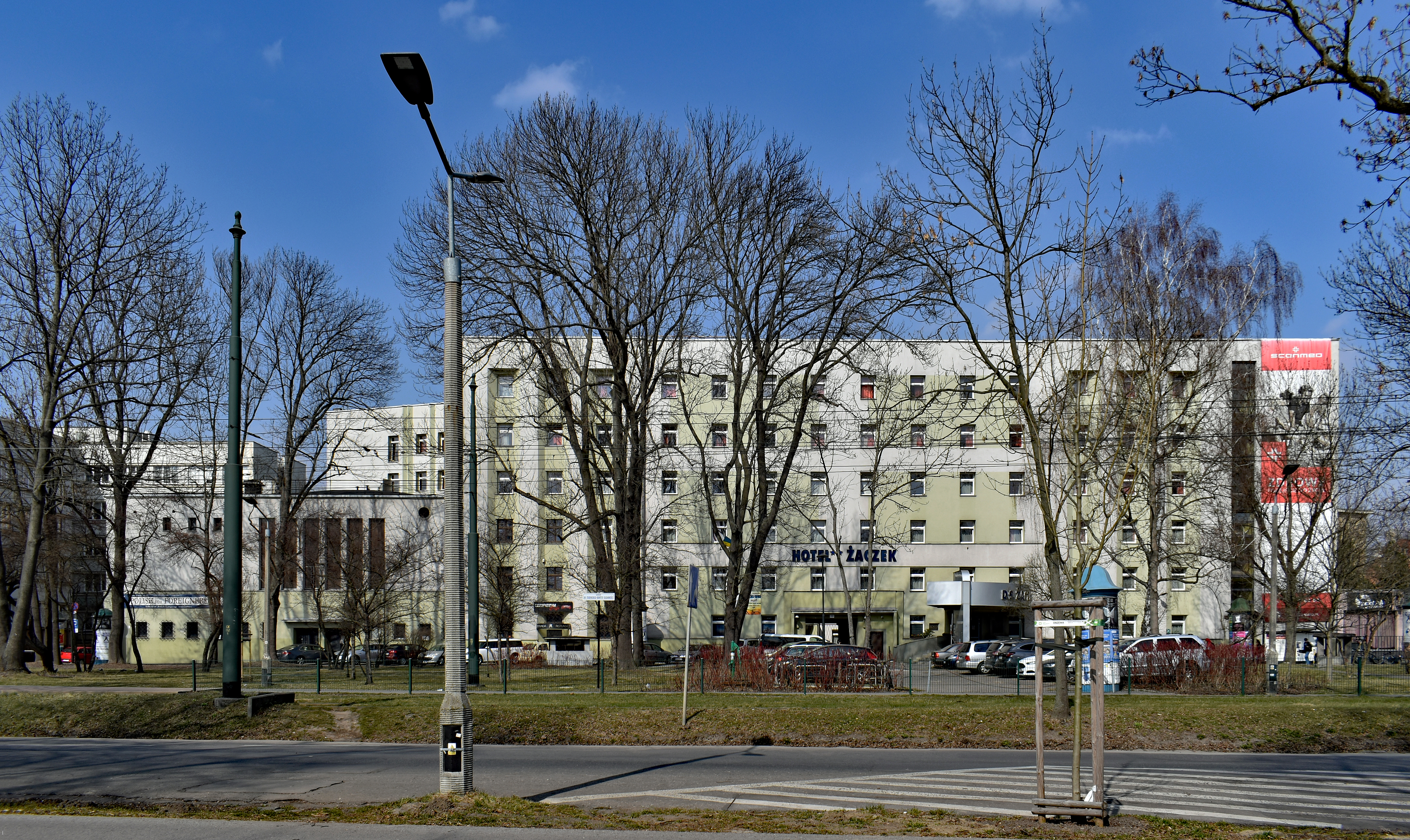
al. 3 Maja 5 Hotel „Żaczek” i „Rotunda”
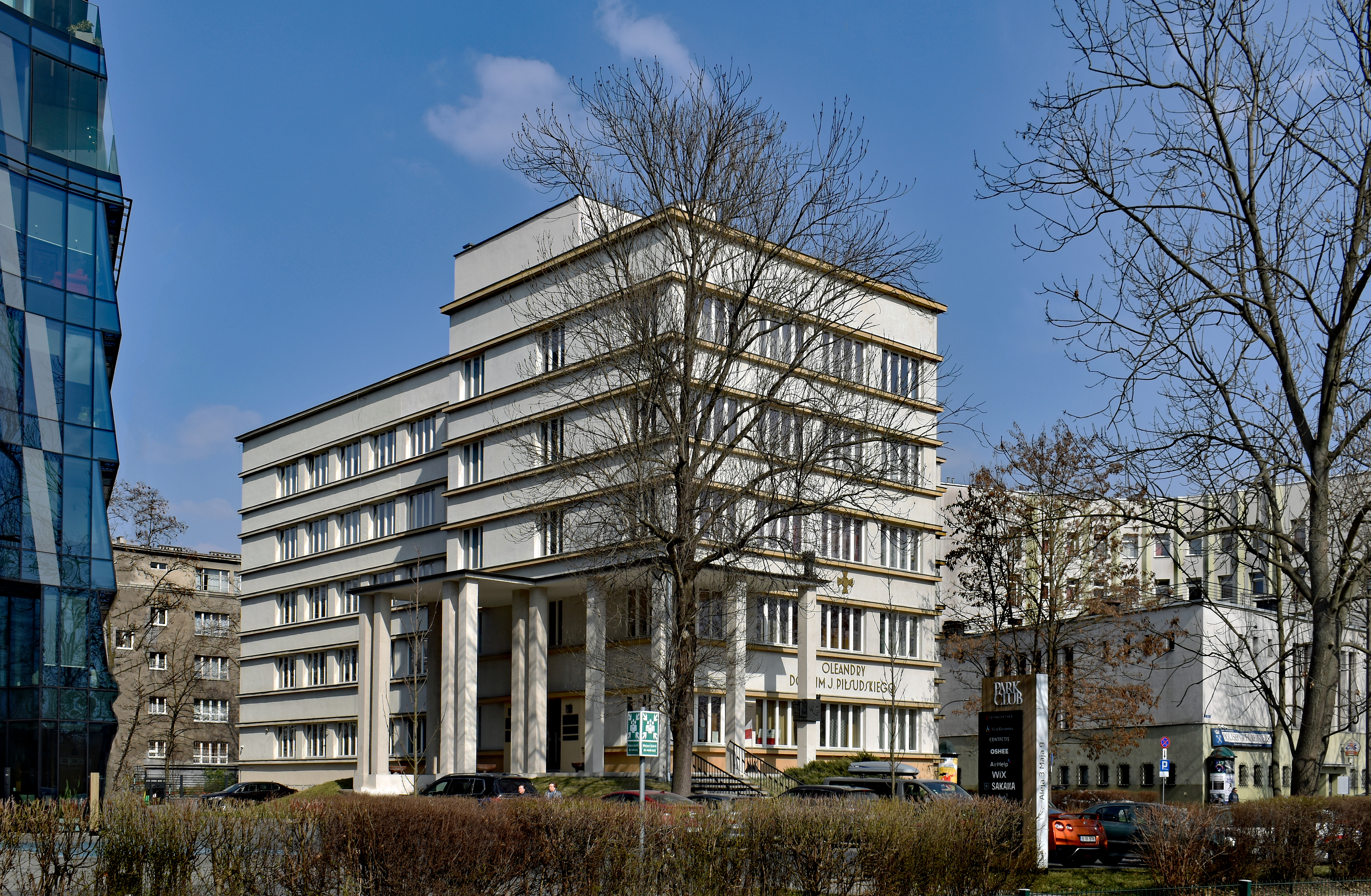
al. 3 Maja 7 Oleandry-Dom im. Józefa Piłsudskiego
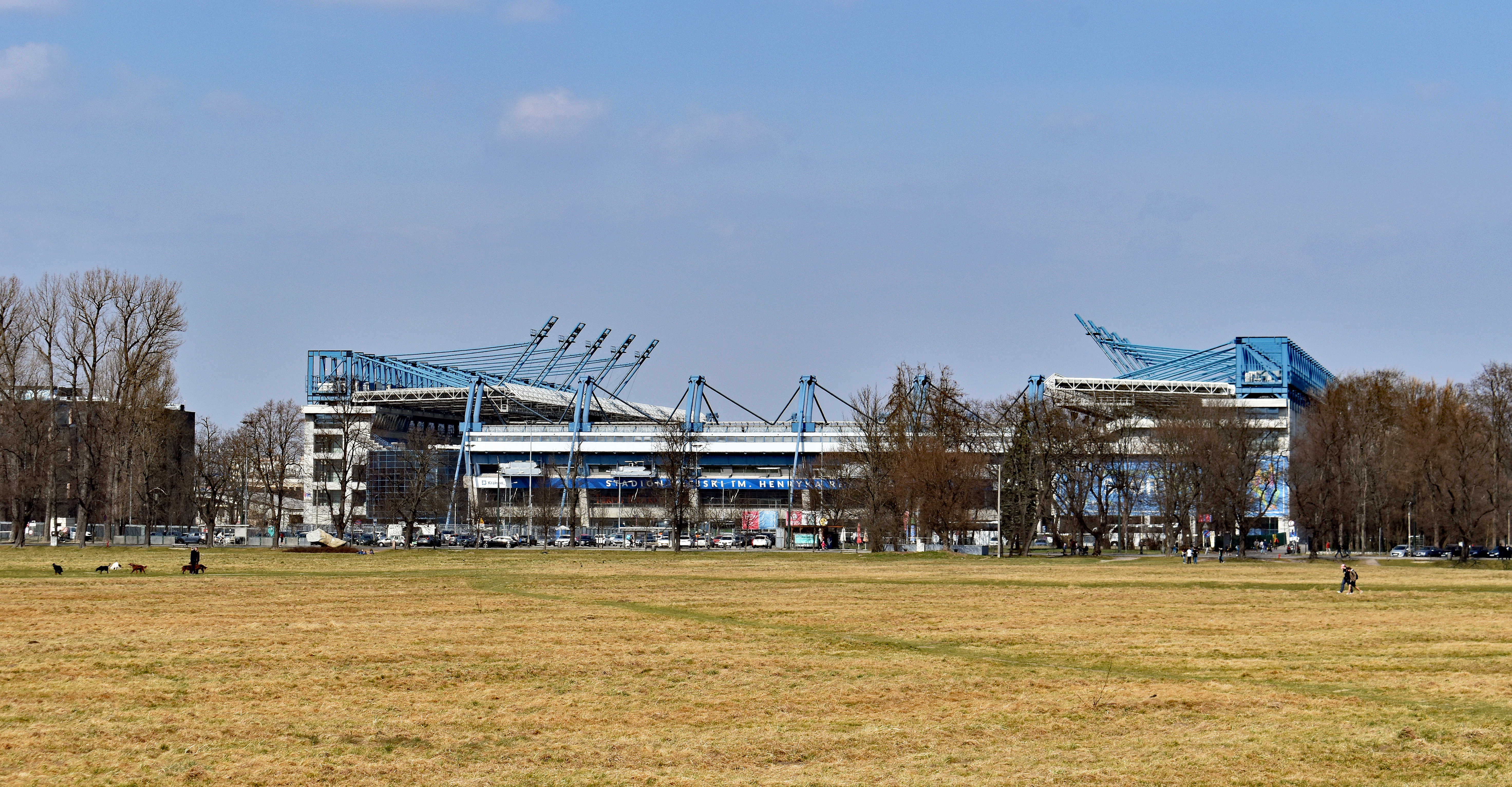
al. 3 Maja Stadion Miejski im. H. Reymana widziany z Błoń
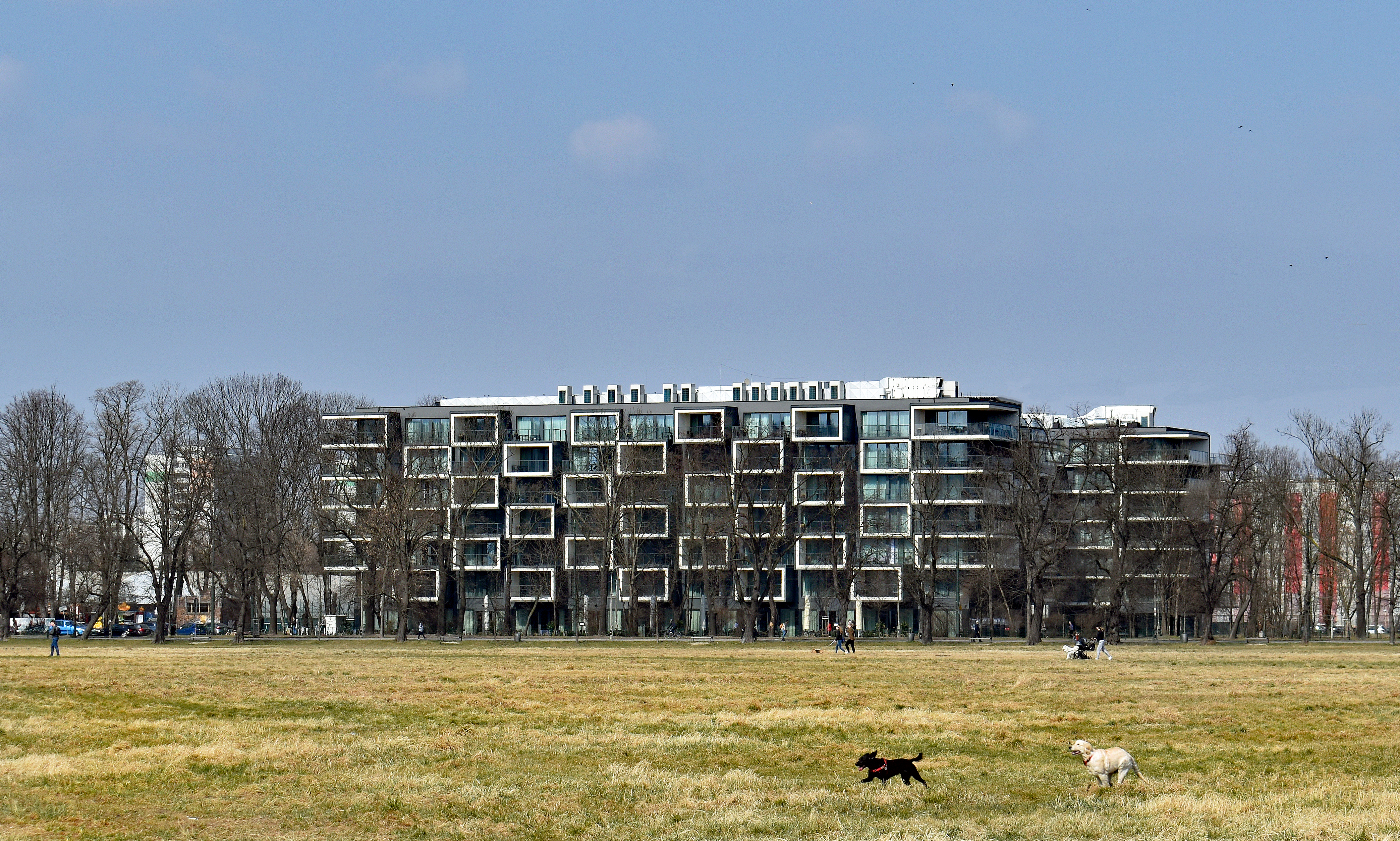
al. 3 Maja 51 AC Hotel by Marriott Krakow
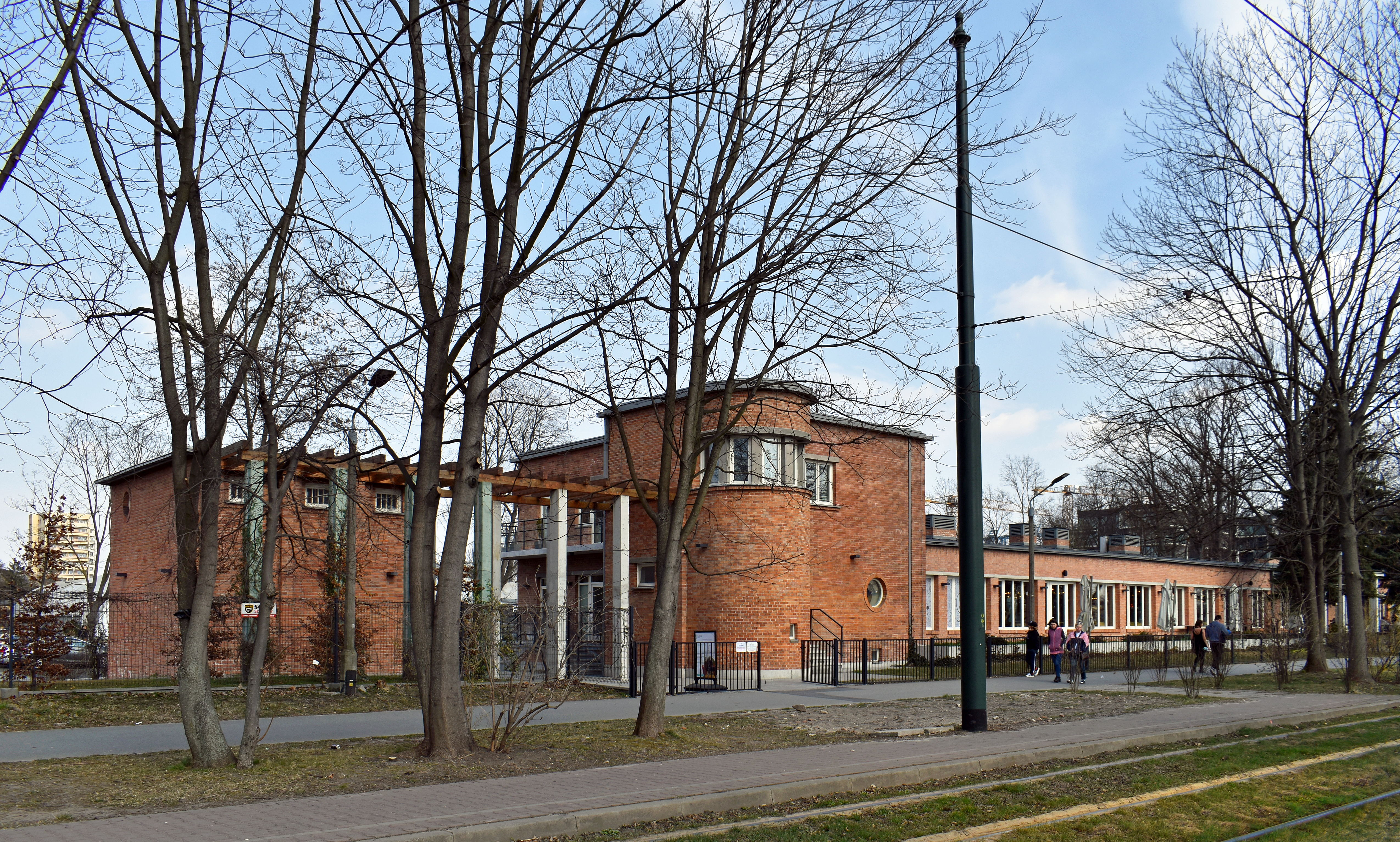
al. 3 Maja 55 Dawne baseny KS Cracovia, budynki szatni oraz filtrów

## Źródła
- Elżbieta Supranowicz Nazwy ulic Krakowa, Wydawnictwo Instytutu Języka Polskiego PAN, Kraków 1995, ISBN 83-85579-48-6
- Praca zbiorowa Encyklopedia Krakowa, Wydawnictwo Naukowe PWN, Warszawa-Kraków 2000, ISBN 83-01-13325-2